# Тюнгюлю (озеро)
Тюнгюлю́ — озеро в северной части Мегино-Кангаласского улуса Якутии, Россия. Площадь поверхности — 21,7 км². Площадь водосборного бассейна — 137 км². Высота над уровнем моря — 134 м. Имеет снеговое и дождевое питание.
Из Тюнгюлю вытекает водоток, далее впадающий в озеро Нал-Тюнгюлю.
Код озера в Государственном водном реестре — 18030500211117200000978.